# Wilhelm-Külz-Straße (Weimar)

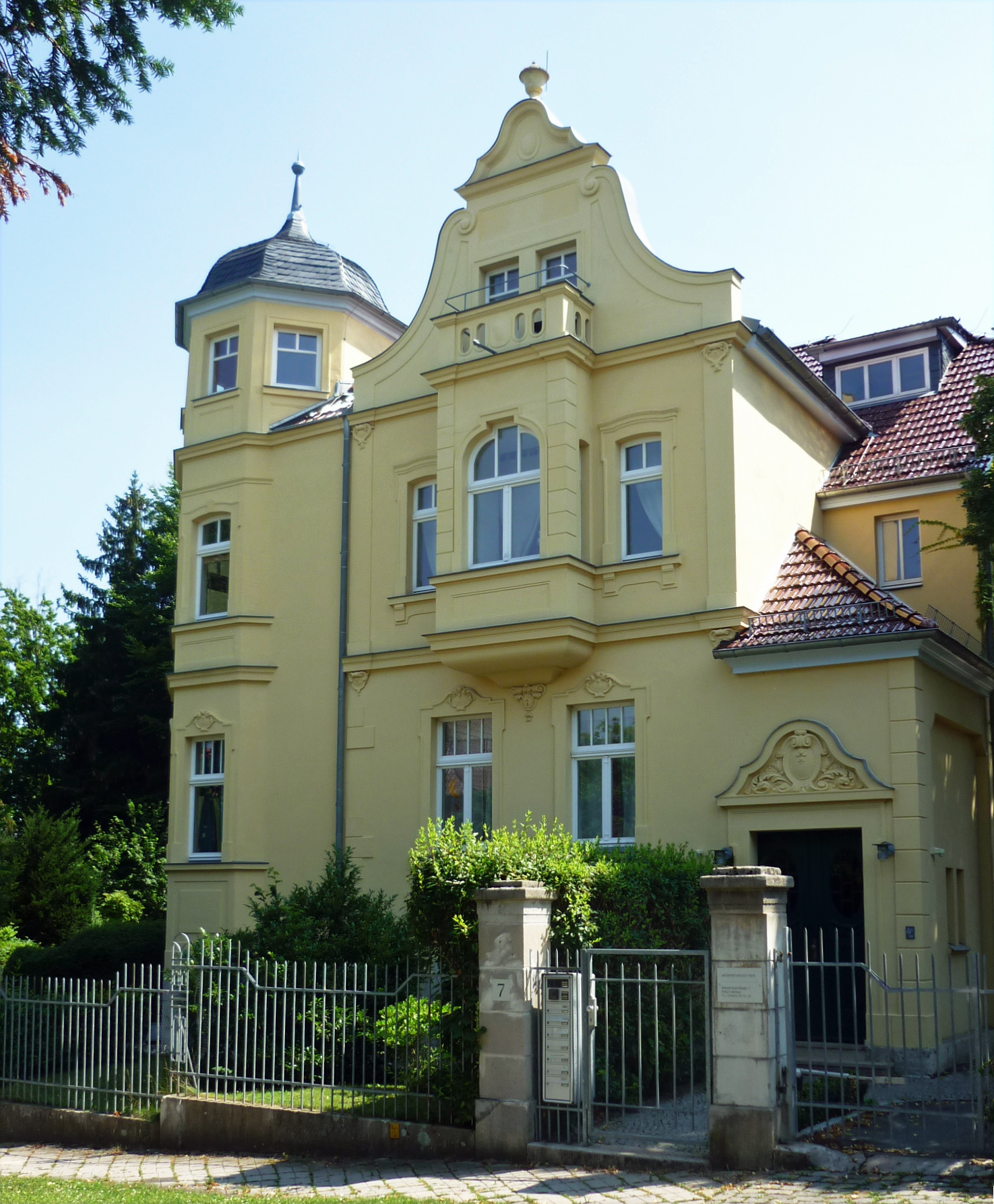
Wilhelm-Külz-Straße 7

Die nach dem Politiker Wilhelm Külz benannte Wilhelm-Külz-Straße in der Weimarer Westvorstadt geht von der Humboldtstraße ab und trifft nach kurvigem Verlauf wieder auf diese. Die Straße trug von 1903 bis zu ihrer Umbenennung im Jahr 1948 den Namen Südstraße.
Im damaligen Haus Südstraße 1, das im Zweiten Weltkrieg zerstört wurde, lebte einst Johannes Schlaf.
Im zweiten Stock des Hauses Nr. 3 wohnte von 1923 bis 1925 der Bauhaus-Meister Wassily Kandinsky, was auch durch eine Gedenktafel angezeigt ist. Das 1903 durch den Bauunternehmer Albert Sömmering erbaute Gebäude war eines der ersten in der damaligen Südstraße. Im Haus Nr. 7 wohnte Ottmar Gerster bis 1951.
Laut Werner Schmidt wurde bei den Luftangriffen auf Weimar das Wohnhaus Kandinsky's zerstört. Doch stimmt das mit der Situation vor Ort nicht überein. Das Gebäude steht noch.
Auf der Denkmalliste der Stadt Weimar sind die Wohnhäuser mit den Hausnummern 2, 7, 12, 14, 15 (samt Grundstück), 18, 22, 29 und 30 zu finden.